# دوري السوبر الأوغندي 1992
دوري السوبر الأوغندي 1992 (بالإنجليزية: 1992 Uganda Super League)‏ هو موسم من دوري السوبر الأوغندي. أشرف على تنظيمه اتحاد أوغندا لكرة القدم، وكان عدد الأندية المشاركة فيه 14، وفاز فيه نادي ناكيفوبو فيلا.